# Here Comes the Fuzz
Albums de Mark Ronson
Version
(2007)
Singles
1. Ooh Wee
Sortie : 20 octobre 2003
2. NYC Rules
Sortie : 16 février 2004

Here Comes the Fuzz est le premier album studio du producteur et musicien anglais Mark Ronson, sorti en 2003.

## Liste des titres
| No  | Titre                                                                  | Durée |
| --- | ---------------------------------------------------------------------- | ----- |
| 1.  | Intro                                                                  | 1:25  |
| 2.  | Bluegrass Stain'd (featuring Nappy Roots & Anthony Hamilton)           | 4:11  |
| 3.  | Ooh Wee (featuring Ghostface Killah, Nate Dogg, Trife Diesel & Saigon) | 3:29  |
| 4.  | High (featuring Aya)                                                   | 4:05  |
| 5.  | I Suck (featuring Rivers Cuomo)                                        | 2:55  |
| 6.  | International Affair (featuring Sean Paul & Tweet)                     | 3:24  |
| 7.  | Diduntdidunt (featuring Saigon)                                        | 3:58  |
| 8.  | On the Run (featuring Mos Def & M.O.P.)                                | 2:37  |
| 9.  | Here Comes the Fuzz (featuring Jack White, Freeway & Nikka Costa)      | 3:09  |
| 10. | Bout to Get Ugly (featuring Rhymefest & Anthony Hamilton)              | 3:33  |
| 11. | She's Got Me (featuring Daniel Merriweather)                           | 3:49  |
| 12. | Tomorrow (featuring Q-Tip & Debi Nova)                                 | 3:55  |
| 13. | Rashi (Outro)                                                          | 2:00  |

| 14. | NYC Rules (featuring Daniel Merriweather & Saigon) | Ronson, Merriweather, Carenard | 3:49 |

- Ooh Wee contient des samples de Sunny de Boney M. et Scorpio Dennis Coffey.

## Classements
| Pays et classement (2003)                     | Meilleure position |
| --------------------------------------------- | ------------------ |
| États-Unis - Billboard Top R&B/Hip-Hop Albums | 84                 |
| Royaume-Uni - UK Albums Chart                 | 70                 |